# Karosa B 931
A Karosa B 931 a Karosa Állami vállalat által 1996 és 2002 között gyártott cseh városi autóbusz mely a Karosa B 831-es, B 731-es és B 732-es buszokat váltották le Csehországban és Szlovákiában. Utódja a Karosa B 941 városi autóbusz. 1999-től gyártott modernizált modelljeit B 931E jelzéssel látták el.

## Felépítése
A Karosa B 931 a Karosa 900-as sorozat modellje. A karosszéria félig önhordó vázzal és motorral, automata sebességváltóval a hátsó részen. Csak a hátsó tengely van meghajtva. Az első tengely független, a hátsó tengely szilárd. Minden tengely pneumatikus felfüggesztésre van felszerelve. A jobb oldalon három ajtó van (az első keskenyebb, mint a középső ajtók). A belső oldalon műanyag Vogelsitze illetve Fainsa ülések vannak. A vezetőfülkét elkülönítették a jármű többi részétől mázas válaszfalon (az 1995-ben készült BK1 típus nem volt felosztva). A középső részben van egy babakocsik illetve tolószékesek számára kialakított helyiség.